# 麻叶湖
麻叶湖是一个位于中国江西省波阳县的湖泊，面积约为1.5平方千米。